# Volkszählung in Brasilien 1960
Die Volkszählung in Brasilien 1960 (port.: Censo demográfico do Brasil de 1960, VII Recenseamento Geral do Brasil) war die siebte Volkszählung in Brasilien. Sie wurde unter der Leitung des Brasilianischen Instituts für Geografie und Statistik (Instituto Brasileiro de Geografia e Estatística - IBGE) durchgeführt.
Sie wurde am Ende der Regierung Juscelino Kubitschek durchgeführt und zeichnete sich dadurch aus, dass sie nach einer Periode intensiver Industrialisierung des Landes in den 1950er Jahren stattfand.

## Bevölkerung nach Bundesstaaten
| Rang | Bundesstaaten                     | Bevölkerung (1950) | Bevölkerung (1960) |
| ---- | --------------------------------- | ------------------ | ------------------ |
| 1    | São Paulo                         | 9.134.423          | 12.974.699         |
| 2    | Minas Gerais                      | 7.782.188          | 9.960.040          |
| 3    | Bahia                             | 4.834.575          | 5.990.605          |
| 4    | Rio Grande do Sul                 | 4.164.821          | 5.448.823          |
| 5    | Paraná                            | 2.115.547          | 4.296.375          |
| 6    | Pernambuco                        | 3.395.766          | 4.138.289          |
| 7    | Ceará                             | 2.695.450          | 3.337.856          |
| 8    | Guanabara                         | -                  | 3 307 163          |
| 9    | Maranhão                          | 1.583.248          | 2.492.139          |
| 10   | Santa Catarina                    | 1.560.502          | 2.146.909          |
| 11   | Paraíba                           | 1.713.259          | 2.018.023          |
| 12   | Goiás                             | 1.214.921          | 1 994 862          |
| 13   | Pará                              | 1.123.273          | 1.550.935          |
| 14   | Rio de Janeiro                    | 4.674.645          | 1.367.482          |
| 15   | Piauí                             | 1.045.696          | 1.263.368          |
| 16   | Espírito Santo                    | 957.238            | 1.418.348          |
| 17   | Rio Grande do Norte               | 967.921            | 1.157.258          |
| 18   | Alagoas                           | 1.093.137          | 1.271.062          |
| 19   | Mato Grosso                       | 522.044            | 910.262            |
| 20   | Sergipe                           | 644.361            | 760.273            |
| 21   | Amazonas                          | 514.099            | 721.215            |
| 22   | Acre                              | 114.755            | 160.208            |
| 23   | Distrito Federal                  | - (Rio de Janeiro) | 141.742 (Brasilia) |
| 24   | Território de Rondônia            | 36.935             | 70.783             |
| 25   | Território do Amapá               | 37.477             | 68.889             |
| 26   | Território de Roraima             | 18.116             | 29.489             |
| 27   | Território de Fernando de Noronha | -                  | 1.300              |

## Bevölkerung nach Regionen
| Rang      | Große Regionen      | Bevölkerung (1950) | Bevölkerung (1960) |
| --------- | ------------------- | ------------------ | ------------------ |
| 1         | Região Sudeste      | 22.548.494         | 31.062.978         |
| 2         | Região Nordeste     | 17.973.413         | 22.428.873         |
| 3         | Região Sul          | 7.840.870          | 11.892.107         |
| 4         | Região Norte        | 2.048.696          | 2.930.005          |
| 5         | Região Centro-Oeste | 1.532.924          | 2.678.380          |
| Insgesamt | Brasilien           | 51.944.397         | 70.992.343         |